# Duk-Duk

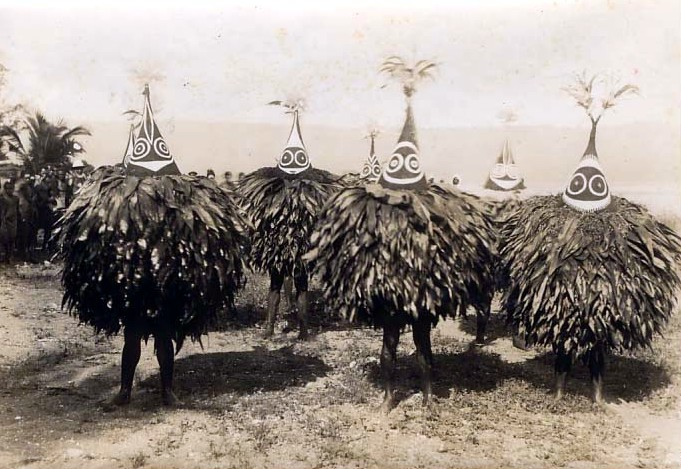
Dançarinos Duk-Duk na Península Gazelle, Nova Bretanha, 1913

Duk-Duk é uma sociedade secreta, parte da cultura tradicional do povo Tolai da área de Rabaul da Nova Bretanha, a maior ilha do Arquipélago Bismarck de Papua Nova Guiné, no Pacífico Sul.

## Descrição

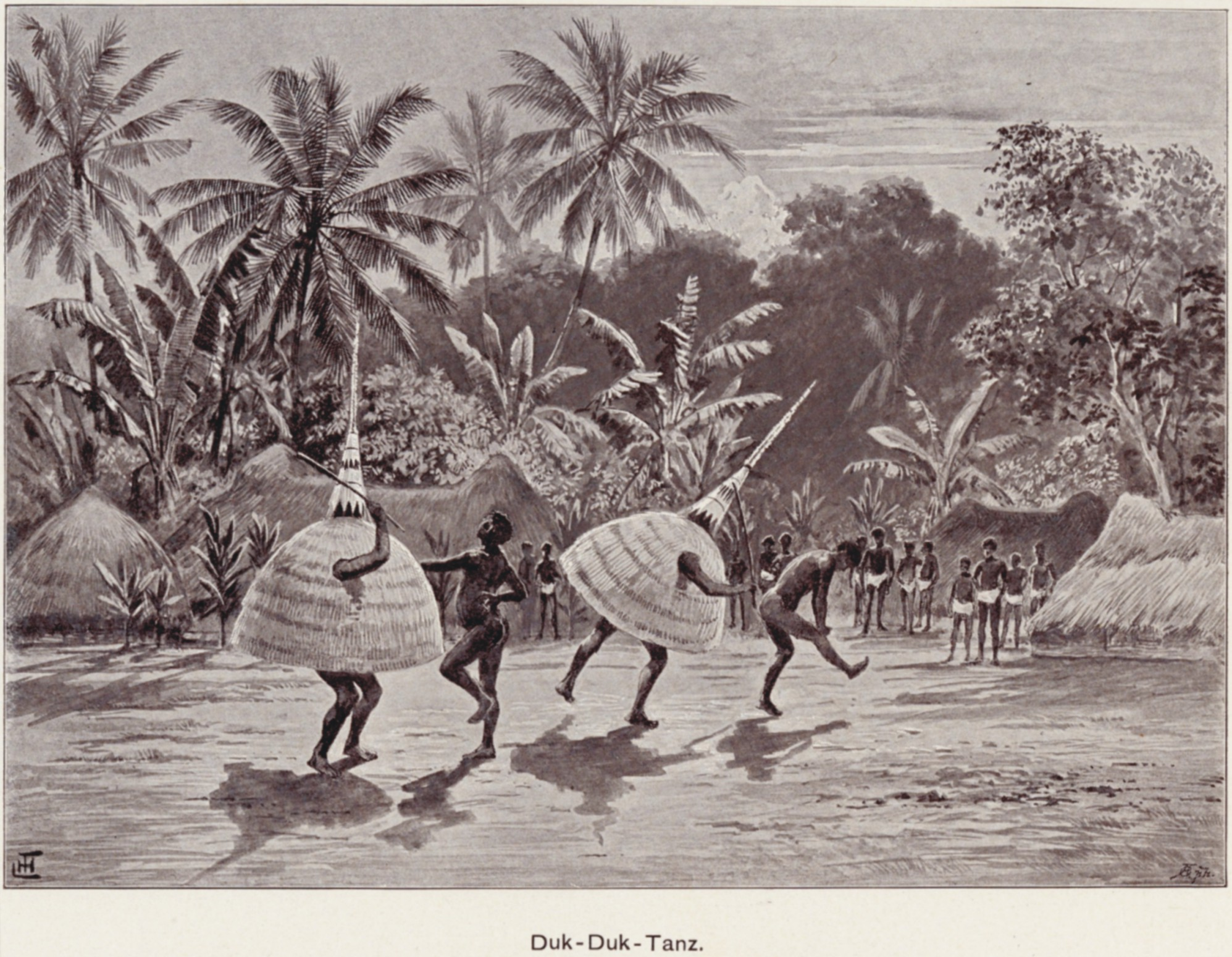
Pintura de uma dança duk-duk por Joachim von Pfeil, publicada em 1899

A sociedade tem objetivos religiosos e políticos, bem como sociais. Representa uma forma de lei e ordem por meio de seus espíritos que a presidem. Nas danças rituais, os membros da sociedade invocam o espírito masculino duk duk e o espírito feminino tubuan, dependendo da máscara que o dançarino usa. Os dançarinos são sempre homens, apesar de alguns representarem o papel de espíritos femininos. Mulheres e crianças foram proibidas de olhar para essas figuras. Ambos os tipos de máscara são em forma de cone e são feitos de cana e fibra, com capas de folhas curtas e espessas. Tradicionalmente, o duk duk era mais alto que o tubuan e não tinha rosto. O tubuano tinha olhos circulares e boca em forma de meia-lua pintada sobre fundo escuro. Além da máscara, folhas cobrem o tronco dos dançarinos de forma que apenas as pernas fiquem visíveis.
Apenas os homens podiam pertencer a Duk-Duk, com uma taxa de entrada (em dewarra, pequenas conchas de búzios amarradas em tiras de cana, geralmente com 100 metros ou mais).
A sociedade tem seus sinais e rituais secretos e festivais que antigamente eram fechados para estranhos sob pena de morte. Duk-Duk só apareceu com a lua cheia.
A justiça foi executada, multas extorquidas, tabus, festas, impostos e todos os assuntos tribais organizados pelos membros Duk-Duk, usando máscaras ou giz em seus rostos. Ao cumprir as punições, eles podiam queimar casas e até matar pessoas. Dançarinos usando máscaras tubuanas eram considerados seres divinos cujo julgamento e ações não podiam ser questionados.
A prática da sociedade está morrendo desde o início do século XX, mas os dançarinos Duk-Duk agora são apresentados como atração turística.